# Notommoides pallidiseta
Notommoides pallidiseta är en tvåvingeart som beskrevs av Albany Hancock 1986. Notommoides pallidiseta ingår i släktet Notommoides och familjen borrflugor.
Artens utbredningsområde är Moçambique. Inga underarter finns listade i Catalogue of Life.